# 1503
| 1503               |
| ------------------ |
| Dødsfald - Fødsler |
|                    |

| Gregoriansk kalender | 1503 MDIII              |
| Ab urbe condita      | 2256                    |
| Armensk kalender     | 952 ԹՎ ՋԾԲ              |
| Kinesiske kalender   | 4199 – 4200 壬戌 – 癸亥 |
| Etiopisk kalender    | 1495 – 1496             |
| Jødisk kalender      | 5263 – 5264             |
| Hindukalendere       |                         |
| - Vikram Samvat      | 1558 – 1559             |
| - Shaka Samvat       | 1425 – 1426             |
| - Kali Yuga          | 4604 – 4605             |
| Iransk kalender      | 881 – 882               |
| Islamisk kalender    | 909 – 910               |

Konge i Danmark: Hans 1481-1513
Se også 1503 (tal)

## Begivenheder
- I Den Nordiske Unionskrig kæmpes med vekslende held i grænseprovinserne mellem Danmark og Sverige.
- Hanseforbundet tiltræder efter dansk pres en handelsembargo mod Sverige
- Spanske styrker slår en fransk hærafdeling og besætter Napoli.
- Handelen med de spanske kolonier koncentreres i Sevilla og spanske orlogsfartøjer begynder omfattende konvojtjeneste for at beskytte guld- og sølvtransporterne fra Sydamerika.
- Portugal annekterer Zanzibar.

## Født
- Peder Skram, dansk admiral (død 1581)
- Peder Palladius, biskop (død 1560)
- 10. marts – Ferdinand 1., kejser af det Tysk-romerske rige (død 1564)
- 12. august – Christian 3. af Danmark (død 1559)
- 14. december – Nostradamus, fransk astrolog, profet og læge (død 1566)

## Dødsfald
- Sten Sture – svensk rigsforstander
- Alexander VI – pave
- Pius III – pave